# 25 ottobre - Il primo giorno
25 ottobre - Il primo giorno (in russo 25е — первый день?, 25е — lerv'ij den') è un film d'animazione sovietico del 1968 diretto da Jurij Norštejn e Arkadij Tjurin.

## Trama
È l'autunno del 1917, Il popolo russo è sfiancato da anni di guerra e di privazioni e chiede a gran voce pane e pace, ma il governo provvisorio, appoggiato dai capitalisti, dai militari e dai religiosi, non ascolta le sue richieste. I bolscevichi capeggiati da Lenin prendono le redini delle proteste e assumono il potere. Sarà l'inizio di una nuova era per la Russia.

## Produzione
Come ricorda l'autore Norštejn, il film fu girato nel 1967 per uscire in occasione delle celebrazioni del cinquantenario della Rivoluzione d'ottobre.
Per la colonna sonora furono selezionate della musiche composte da Dmitrij Šostakovič; l'aspetto visivo fu ispirato dalle opere di Majakovskij (di cui il titolo del film riprende un verso) e degli artisti figurativi Tatlin, Petrov-Vodkin, Chagall, Filonov, Malevič, Pimenov, Lissitzky, Annenkov, Čechonin, Lebedev, Čupjatov, Braque, alcune delle quali sono citate esplicitamente.
Malgrado il suo intento celebrativo, il film ebbe dei problemi con la censura, tanto che la sequenza finale dovette essere accorciata perché il Lenin ritratto da Vladimir Favorskij in una sua incisione appariva come se fosse un mostro minaccioso.

## Distribuzione

### Italia
Il cortometraggio è stato inserito nel DVD I maestri dell'animazione russa - volume 1, edito nel 2005 dalla Terminal Video in collaborazione con il Chiavari Animation Festival, e fu trasmesso, assieme ad altri cortometraggi dello stesso autore, il 7 gennaio 2014 su Rai 3 nella trasmissione Fuori orario. Cose (mai) viste.